# Municipio de Ixtepec
El municipio de Ixtepec es uno de los 217 municipios pertenecientes al estado de Puebla, en México. Su cabecera es la localidad de Ixtepec. Cuenta con una superficie aproximada de 10,22 kilómetros cuadrados. Se encuentra en el puesto 216 entre los municipios del estado, con una población menor de 6.000 habitantes.

## Toponimia
El nombre de Ixtepec proviene del náhuatl ixtli que significa “superficie”, tepetl que significa “cerro” y c que significa “en”. En conjunto significa “en la superficie del cerro”.

## Geografía
Se localiza en la parte norte del estado, con coordenadas geográficas entre los  20º 00' 42" y 20º 03' 18" de latitud norte y los 97º 38' 18" y 97º 40' 42" de longitud este. Limita al norte con Caxhuacan y Olintla, al sur con Zapotitlán de Méndez, al oriente con Atlequizayan y Zoquiapan y al poniente con Hueytlalpan, México.

### Historia
Hacia 1540 tras la llegada de los españoles, se dieron epidemias que afectaron a los pobladores. Una de las epidemias que afectaron con más severidad fue la peste bubónica, motivo por el cual el rey Tutulkan condujo a su población desde Yucatán hacia la costa de Veracruz. Con el paso de los años el rey fue fundando nuevas aldeas y estas se fueron uniendo a la cultura totonaca que ya existía en ese entonces, formando parte del Totonicapán. La población fue migrando hacia la parte norte del actual estado de Veracruz, quedándose algunos habitantes en territorio poblano, llegando así algunas personas a lo que conocemos hoy como Ixtepec, que fue fundado por Tutulkan y algunos grupos de totonacos.[cita requerida]
Con el surgimiento de esta nueva comunidad se fue ampliando la población. Los totonacos tenía sus creencias, veneraban a la diosa Xanath. Los habitantes realizaban algunos rituales y las mujeres, en honor a la diosa, buscaron una forma de agradecerle creando así las flores ensartadas que hasta la fecha es la tradición más antigua del pueblo
Con la llegada de los frailes, se comenzó a cristianizar a los pobladores. Se fundó así la iglesia que en un principio se encontraba en el lugar que hoy se conoce como el Calvario, pero por motivos inexplicables las paredes se caían y la imagen de la Virgen que trajeron los frailes se mudaba a una laguna. Ese es el lugar que ocupa la iglesia actualmente.
En 1910 los revolucionarios quemaron el pueblo, la gente huyó a las comunidades cercanas. Cuando los revolucionarios regresaron por segunda vez los pobladores se prepararon para no dejar que quemaran el pueblo. Con la ayuda del general Gabriel Barrios la gente se organizó dando lugar a una pelea entre revolucionarios y pobladores, logrando estos últimos impedir que se quemara nuevamente el pueblo.
En 1942 quedó establecido como municipio libre.

### Personajes Famosos
- Manuel Espinoza Gerónimo - Revolucionario (1902 - 1962).
- Joaquín Gómez Sarmiento -   Revolucionario  (1904 - 1951).
- Ramón Sobrevilla - Revolucionario
- Antonio Cortés Vázquez - Intérprete Revolucionario

### Cronología de los presidentes municipales
- 1942 - 1943  Miguel Bautista Saínos.
- 1943 - 1944  Sebastián Espinoza Guzmán.
- 1944 - 1945  José Cano Espinoza.
- 1945 - 1948  Prudencio Valerio Pérez
- 1948 - 1951  Sebastián Espinoza Guzmán.
- 1951 - 1954  Miguel Antonio Candia.
- 1954 - 1957  José Cano Espinoza.
- 1957 - 1960  Juan Rodríguez Muñoz.
- 1960 - 1963  Jorge Juárez Vázquez.
- 1963 - 1966  Miguel Antonio Candia.
- 1966 - 1969  Trinidad Lucas Saínos.
- 1969 - 1972  Antonio Mora Rodríguez.
- 1972 - 1975  José Cano Espinoza
- 1975 - 1978  Federico Gómez Sarmiento.
- 1978 - 1981  J. Guadalupe Romano leal.
- 1981 - 1984  Prof. Humberto Cano García.
- 1984 - 1987  José Pérez Pérez.
- 1987 - 1990  Francisco Juárez Galicia.
- 1990 - 1993  Isidro Espinoza Pérez.
- 1993 - 1996  Eduardo Castañeda Becerril.
- 1996 - 1999  Everardo Rodríguez Reyes.
- 1999 - 2001  Vicente Francisco Pérez
- 2002 - 2005 Fausto Cano Pérez
- 2005 - 2008 Rogelio Núñez Lucas
- 2008 - 2011 Rubén Vázquez Bonilla
- 2011 - 2014  Fausto Saínos Gómez
- 2014 - 2018 Francisco Guzmán Vázquez
- 2018 - 2021 José Cano Vázquez
- 2021 - 2024 Vicente Núñez Vázquez